# Mõisaküla (Lääne-Saare)
Mõisaküla – wieś w Estonii, w prowincji Sarema, w gminie Lümanda.